# Кутепов Юрій Андрійович
Кутепов Юрій Андрійович — солдат Збройних сил України, відзначився у ході російського вторгнення в Україну.

## Життєпис
Юрій Кутепов народився 1988 року в Житомирі. З початком повномасштабного російського вторгнення в Україну був військовим та перебував на передовій. Обіймав військову посаду командира танку в складі 72-ої окремої механізованої бригади імені Чорних Запорожців. Загинув 27 лютого 2022 року в бою під Ірпенем на Київщині

## Родина
У загиблого залишилася дружина та донька (нар. 2015).

## Нагороди
- орден «За мужність» III ступеня (2022, посмертно) — за особисту мужність під час виконання бойових завдань, самовіддані дії, виявлені у захисті державного суверенітету та територіальної цілісності України, вірність військовій присязі.